# Рихтенберг
Рихтенберг (нем. Richtenberg) — город в Германии, в земле Мекленбург-Передняя Померания.
Входит в состав района Северная Передняя Померания. Подчиняется управлению Францбург-Рихтенберг. Население составляет 1350 человек (на 31 декабря 2010 года). Занимает площадь 15,63 км². Официальный код — 13 0 57 075.
- Рыночная площадь
- Ратуша
- Городская кирха Св. Николая
- Кирха Св. Николая
- Камень у кирхи Св. Николая